# 中央大區 (葡萄牙)
中央大區（葡萄牙語：Região do Centro，發音：[ʁɨʒiˈɐ̃w du ˈsẽtɾu]）位於葡萄牙中北部，是葡萄牙七個大區之一。面積28,462平方公里，2011年人口為2,327,026人，行政中心為科英布拉。

## 歷史

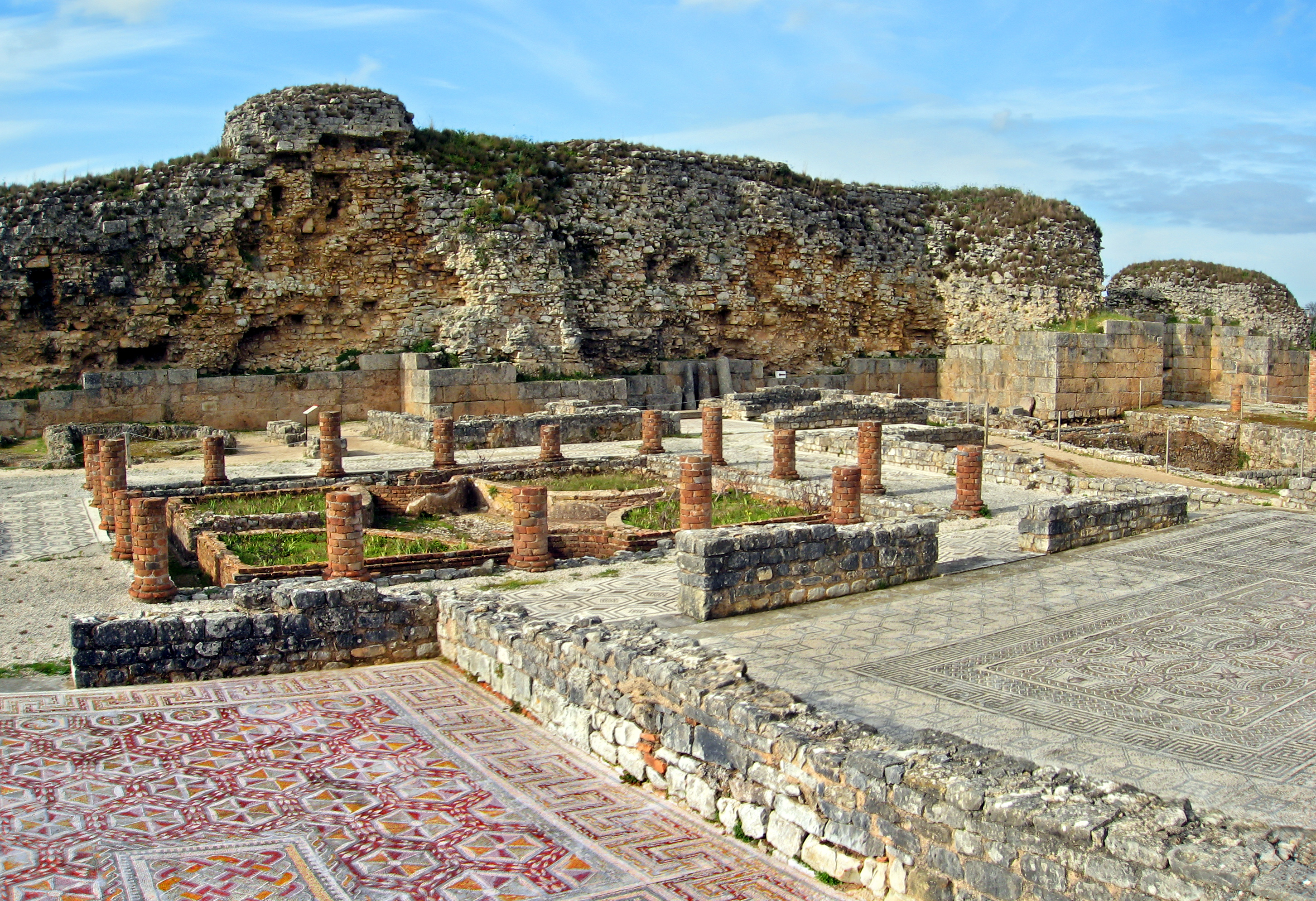
在康尼布里加（Conímbriga）保存最完好的羅馬時代遺蹟

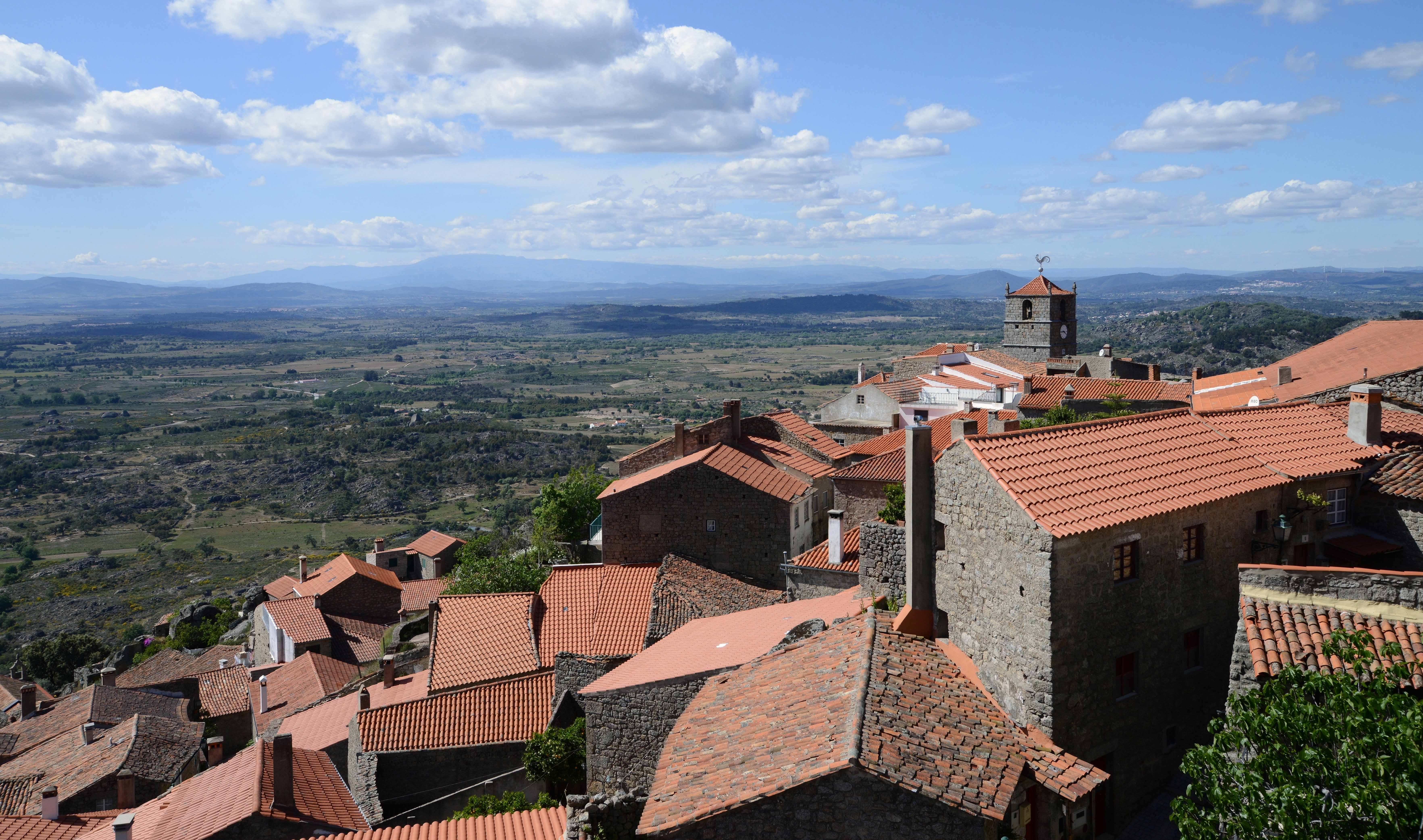
蒙桑托被譽為葡萄牙最美的村莊之一

一支原始印歐民族盧西塔尼亞人來到伊比利亞半島西部定居。之後羅馬人來到此地，將這裡納入羅馬共和國的一個行省-盧西塔尼亞。首府科英布拉附近的小鎮康尼布里加有保存最完好的羅馬時代遺蹟。羅馬帝國衰落後，西哥德人是5世紀至8世紀此地的主要統治和殖民者。
公元8世紀，伊斯蘭勢力征服伊比利半島，此地區由穆斯林所主導。就在葡萄牙民族認同即將上升之前，基督徒開始收復失地運動，與穆斯林摩爾人在這片土地上展開激烈的戰鬥。當摩爾人被驅逐後，基督教國王和地主將該地區併入了新創建的葡萄牙郡，這是現代國家葡萄牙的濫觴。
之後此地成為葡萄牙的歷史省份-貝拉省。這是一個歷史悠久的名字，在1910年以前，國王的繼承人稱為貝拉亲王（Princes of Beira）。

### 歷史村落
沿著該地區村落與西班牙的山區邊界上，有一系列的城堡和防禦工事，保護這裡的人民免於遭受眾多入侵者的襲擊。幾個世紀以來，摩爾人、基督徒、西班牙人和葡萄牙人都曾試圖佔領這些村落，但海拔較高的地勢帶給他們明顯的防禦優勢，葡萄牙因此擁有全歐洲最長久而穩定的邊境。今天，在這個邊境上十多個當年的邊防村落，吸引著遊客前來探索這充滿著浪漫的英雄主義、史詩般戰鬥的900年歷史，奮力爭取葡萄牙保持一個獨立的國家。
在這些邊境村落，古老的儀式和宗教節日仍然很普遍。遊客可以參觀它們，並品嚐該地區的傳統美食，例如奶酪、香腸和山蜂蜜。
在阿爾梅達的要塞城鎮，漫步在狹窄的鵝卵石街道上，帶領遊客前往曾經雄踞的12角堡壘的遺址，也可以入住由歷史建築改裝的旅館。
在羅德里古堡（Castelo Rodrigo）鎮上，一座紀念碑標誌著1664年激戰的地點，遊客可以參觀城堡和城樓的遺跡。鎮上還有一座小的哥德
式教堂。門多城堡（Castelo Mendo）附近有一座羅馬人建造的複雜石橋。

## 地理

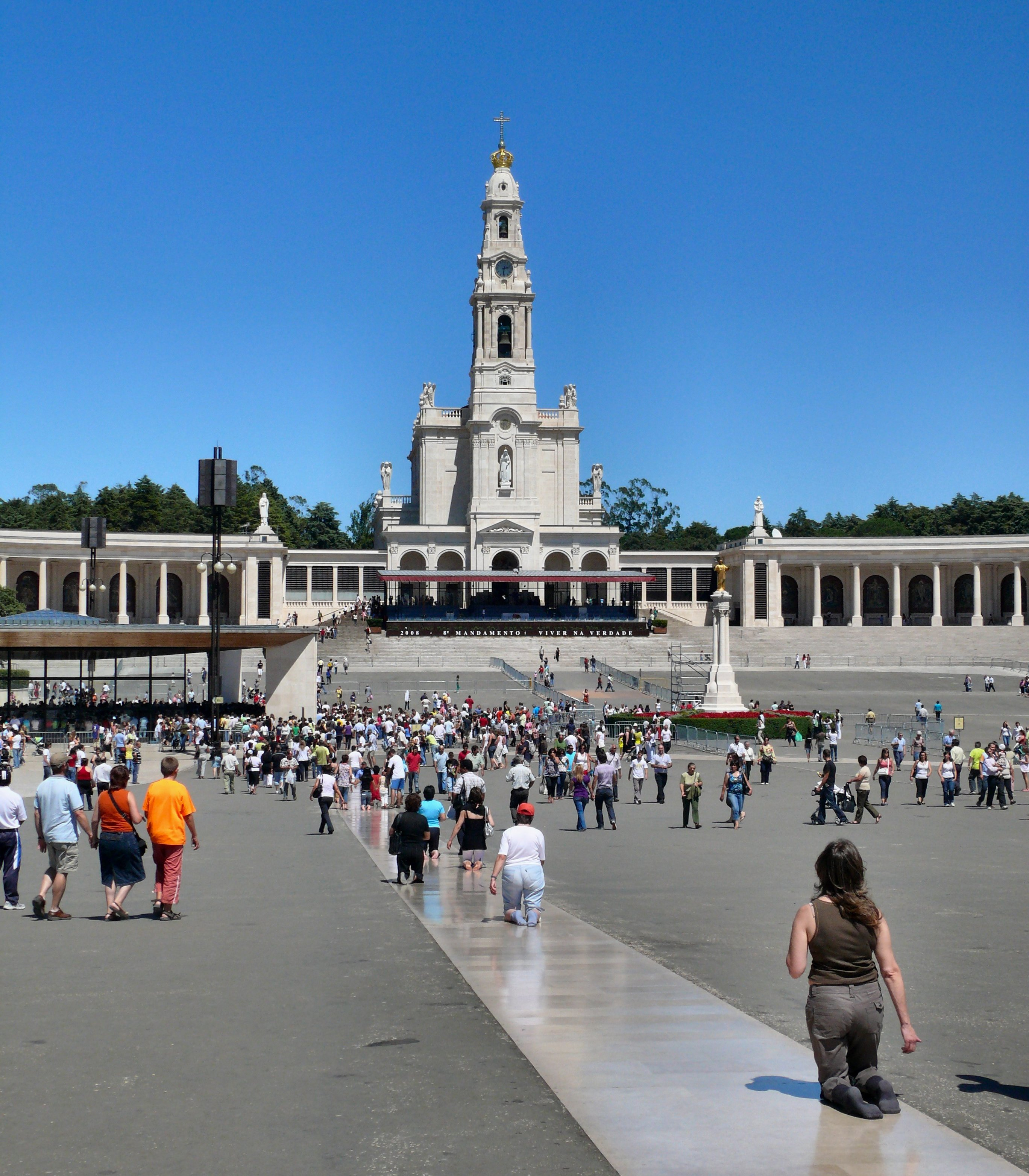
花地瑪聖母朝聖地

葡萄牙中央大區是一個風景多樣的地區。內陸是以埃什特雷拉山為主的山地。該地區有許多松樹和栗樹森林，在並有河流交錯其間。山腳下的幾個河流溪谷散發著魅力，吸引了諸如遠足、釣魚、獨木舟等戶外活動。在冬季，埃什特雷拉山的滑雪活動很受歡迎，而在某些地方，由於人工降雪的設施，在冬季來臨之前就可以滑雪。
在沿海平原有許多海灘，例如米拉、菲蓋拉-達福什、伊利亞武、納扎雷、佩尼謝。
該地區的自然地標是葡萄牙大陸最大和最高的埃什特雷拉山，設立有埃什特雷拉山自然公園，葡萄牙境內最長的河流蒙德古河，阿威羅潟湖（Aveiro）和沿海海灘。
比較大的市鎮中心包括科英布拉、花地瑪、阿威羅、維塞烏、萊里亞、科維良、布朗庫堡，菲蓋拉-達福什、瓜爾達，蓬巴爾、托馬爾；、阿布朗提斯、托雷斯韋德拉什，新托里什、阿格達和卡爾達斯達賴尼亞。

## 外部連結
- Center of Portugal （页面存档备份，存于） (Official Center Tourism site)
- Fatima Tourism （页面存档备份，存于） (Official Fatima Tourism site)